# 日鳽
日鳽，又作南美擬鷺，是日鳽目日鳽科日鳽屬下的唯一一種鳥類。這種鳥類主要分佈於中美洲及南美洲的水域邊，主要以水中的各種昆蟲、甲殼類和魚類為食。日鳽以其特殊的翅膀紋路聞名，被命名者彼得·西蒙·帕拉斯以「太陽之鷺」描述，被認為是最獨特和美麗的水鳥之一。:232
日鳽全身有白黑褐等多種顏色所形成的保護色，其翅膀上藏有兩塊由橘色及黑色構成的顯眼「太陽」眼斑，只在其飛行、求偶或威嚇潛在掠食者時才會對外展示。在過去，牠們曾因其外觀被認為是一種鷺，並被劃分成兩個物種，但現在經由研究確認其現存的近親為遠在新喀里多尼亞的鷺鶴，並且是一種單型物種。
這種鳥類在繁殖時多利用雨季產生的泥巴、苔蘚和枯葉在樹枝或地面上築巢。每次產2枚卵，27—30天後孵化出全身帶有絨毛的雛鳥，幼鳥會在沒有過渡羽毛的情況下逐步換成成鳥羽毛，並在孵化後約3—4星期離巢。:231
因為日鳽的生性較為謹慎而較難被人類發現，因此其野生數量較難以統計，但仍被認為有遭受棲地破壞以及被狩獵的問題使其族群數量下降。:232但仍因其分布廣泛且數量下降的幅度並不快，在《國際自然保護聯盟瀕危物種紅色名錄》中被列入無危物種。

## 物種分類與命名
該物種由普魯士博物學家彼得·西蒙·帕拉斯首次於1781年出版的著作《新北歐地理、人文地理、自然歷史和經濟研究》（Neue nordische Beyträge zur physikalischen und geographischen Erd- und Völkerbeschreibung, Naturgeschichte und Oekonomie）描述，並已經有此一名稱，其學名為，原歸於鹭属下。其取名的原意是「太陽之鷺」（Heron of the Sun）。:232
但當時帕拉斯並未有指明其模式標本，這是因為其描述是基於哲學家費爾明（Fermin）及修道院長羅齊爾（Rozier）的兩個資料描述，而帕拉斯本人則未曾訪問過南美洲。但基於當時荷属圭亚那（現今的蘇里南）是蓋亞納地區最繁榮的地方，因此大多數後續的文件都認為其18世紀的標本出自於該地。
1811年，德國動物學家约翰·卡尔·威廉·伊利格將其自鷺屬移至獨立的日鳽屬（Eurypyga）內，並認為這種鳥類與當時也被歸為鷺屬的栗腹鹭鳥喙形狀相似。到了1840年，英國鳥類學家普里多·約翰·塞爾比首次將其自鷺科移出，移到了鹬科下並建立了日鳽亞科（Eurypyginæ）此一亞科，而現今直接獨立成為一個科——日鳽科（Eurypygidae）。
屬名源自希臘語，是由（「寬闊」之意）及（「臀部」之意）形成的合成詞，指的是日鳽在展示其翅膀圖案時尾部同時張開所形成的寬大半圓。:232:154種名也來自希臘語，即為「太陽」之意。:187
|        | 鸏形目                                          |
|        |                                                 |
| 日鳽目 | \| \| 日鳽 \| \| \| \| \| \| 鷺鶴科 \| \| \| \| |
|        | \| \| 日鳽 \| \| \| \| \| \| 鷺鶴科 \| \| \| \| |
|        | 日鳽                                            |
|        |                                                 |
|        | 鷺鶴科                                          |
|        |                                                 |

|  | 日鳽   |
|  |        |
|  | 鷺鶴科 |
|  |        |

|        | 鸏形目                                          |
|        |                                                 |
| 日鳽目 | \| \| 日鳽 \| \| \| \| \| \| 鷺鶴科 \| \| \| \| |
|        | \| \| 日鳽 \| \| \| \| \| \| 鷺鶴科 \| \| \| \| |
|        | 日鳽                                            |
|        |                                                 |
|        | 鷺鶴科                                          |
|        |                                                 |

|  | 日鳽   |
|  |        |
|  | 鷺鶴科 |
|  |        |

|        | 鸏形目                                          |
|        |                                                 |
| 日鳽目 | \| \| 日鳽 \| \| \| \| \| \| 鷺鶴科 \| \| \| \| |
|        | \| \| 日鳽 \| \| \| \| \| \| 鷺鶴科 \| \| \| \| |
|        | 日鳽                                            |
|        |                                                 |
|        | 鷺鶴科                                          |
|        |                                                 |

|  | 日鳽   |
|  |        |
|  | 鷺鶴科 |
|  |        |

|        | 鸏形目                                          |
|        |                                                 |
| 日鳽目 | \| \| 日鳽 \| \| \| \| \| \| 鷺鶴科 \| \| \| \| |
|        | \| \| 日鳽 \| \| \| \| \| \| 鷺鶴科 \| \| \| \| |
|        | 日鳽                                            |
|        |                                                 |
|        | 鷺鶴科                                          |
|        |                                                 |

|  | 日鳽   |
|  |        |
|  | 鷺鶴科 |
|  |        |

由於日鳽欠缺化石的緣故，其分類關係只能從現存物種尋找。:226在傳統上由於外觀的相似性，日鳽被分類於鶴形目下。但自1990年代的基因研究起，整個鶴形目被發現並非單系，而日鳽則與鷺鶴關係親近。兩者的共同祖先被認為是在冈瓦纳大陆分裂後（約1.8億年前）開始分支的，但也有研究認為應該是在始新世期間熱帶森林消失之前的約3500萬年前或6000萬年前開始分化。並在後續的研究中證實與熱帶鳥等鸏形目鳥類形成遠親的親緣關係，與一開始的鶴形目關係較遠，並離秧雞科更遠。

### 亞種
該物種現所承認的亞種共有三個，差別在於羽毛的顏色及體型的大小：:226
- 指名亞種（E. h. helias）：分佈於哥倫比亞、委內瑞拉至圭亞那、巴西、玻利維亞、秘魯東北部到厄瓜多東部之間。[15]與其他亞種相比，鳥喙較細，背部有寬闊的黑色條紋和淺黃色間隔。[15]
- 哥倫比亞亞種（E. h. major）：分佈於墨西哥南部、瓜地馬拉至厄瓜多西側。[2]種小名是拉丁語「較大、更大」的意思。[22]:238模式產地在哥倫比亞。[25]其上半身主要是灰色，而黑色條紋較窄。[15]
- 秘魯亞種（E. h. meridionalis）：分佈於秘魯中南部安第斯山脈的山腳和山麓地帶。[2][15]模式產地在秘魯錢查馬約省拉梅爾塞德。[26]種小名是拉丁語中「南方」的意思。[22]:251上半身的條紋比指名亞種少也較偏灰；鳥喙和爪的顏色可能會更亮。[15]

| 亞種               | 雄性翼弦長 | 雄性尾長 | 雄性喙長  | 雌性翼弦長 | 雌性尾長 | 雌性喙長  |
| ------------------ | ---------- | -------- | --------- | ---------- | -------- | --------- |
| E. h. helias       | 148—156    | 148—156  | 61.1—65.1 | 147—155    | 147—155  | 61.1—67.3 |
| E. h. major        | 204—231    | 153—165  | 59—65     | 208—227    | 154—167  | 57—65     |
| E. h. meridionalis | 226—237    | 156—163  | 61—72     | 220—229    | 150—157  | 61—69     |

## 形態描述

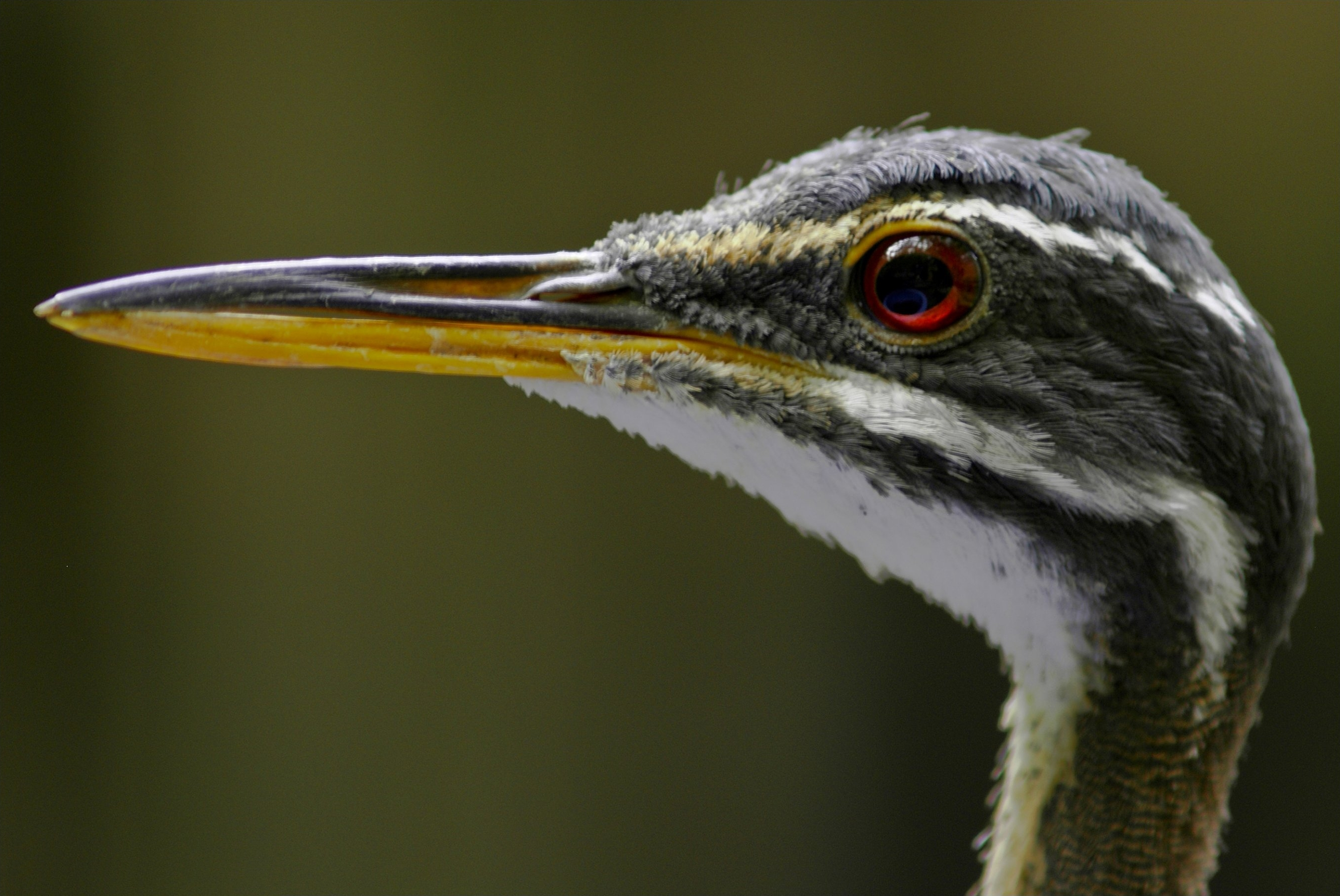
頭部特寫，攝於美國奧克拉荷馬州土爾沙動物園

日鳽的體長43—48公分，體重平均約210.0公克。其鳥喙寬平均3.0公釐、深平均8.7公釐、嘴峰長平均约62.7公釐；翼展50公分，翼長平均21.7公分；跗蹠平均長4.9公分；尾長平均14.2公分。壽命可達30年，並已知在圈養環境中的日鳽可生活超過30年。:233

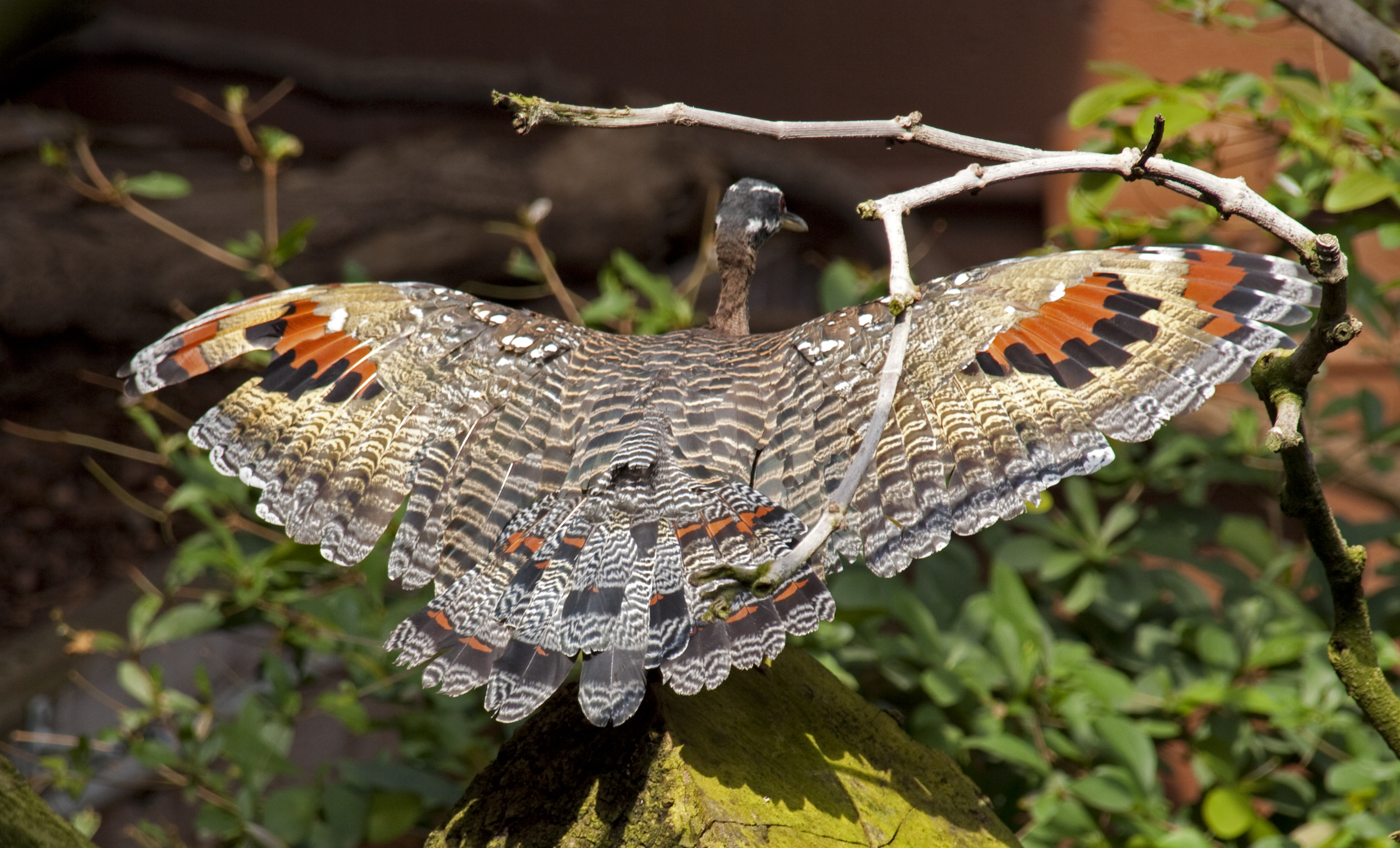
展翅的日鳽，攝於英國伦敦动物园

整體而言，這種鳥類乍看會像是擁有長脖子跟長尾巴的小型鷺科成員。其身軀上的花紋起到保護色的作用，而最明顯的特徵就是翅膀展開時會有一個由黑色跟橙色形成的眼斑，被形容為「太陽」。
其眼睛虹膜為紅色；上喙黑色，下喙橙或黃色，形狀上較長直而尖銳。頭部黑色，眼睛上下各有一條白線。頸部、胸部和上背呈黑褐色，帶有棕紅色或黑色的條紋；喉部白色。翅膀的初級飛羽為灰色、黑色、白色並有兩條栗色條紋；肩羽有白色圓斑；內側飛羽上則有芥末黃的顏色，這些飛羽較其他鳥類鬆散，使其飛行時較為安靜。背部為有狹棕紅色和黑色條紋，帶有灰色交叉和斑點。尾巴的顏色是狹窄的黑白相間條紋，並有著兩條帶栗色邊緣的寬黑條紋。腳為黃橙色，且腳趾較大，有助於其在軟泥上行走；而短後趾則能牢牢抓住樹枝。亞成鳥外觀上類似於成鳥。
雌雄兩性極度相似，但頭部和喉部的羽毛圖案略有不同，使得觀察在巢穴時可以區分巢內成鳥的性別。:226
日鳽的換羽時期並未被仔細記錄過，僅記錄過北部的族群會在七月至一月之間換羽。
這種鳥類可能外觀上會跟日鷈有幾分相似，但日鷈體型較小，且比日鳽而言更常在水面上游泳。

## 棲息地與遷徙

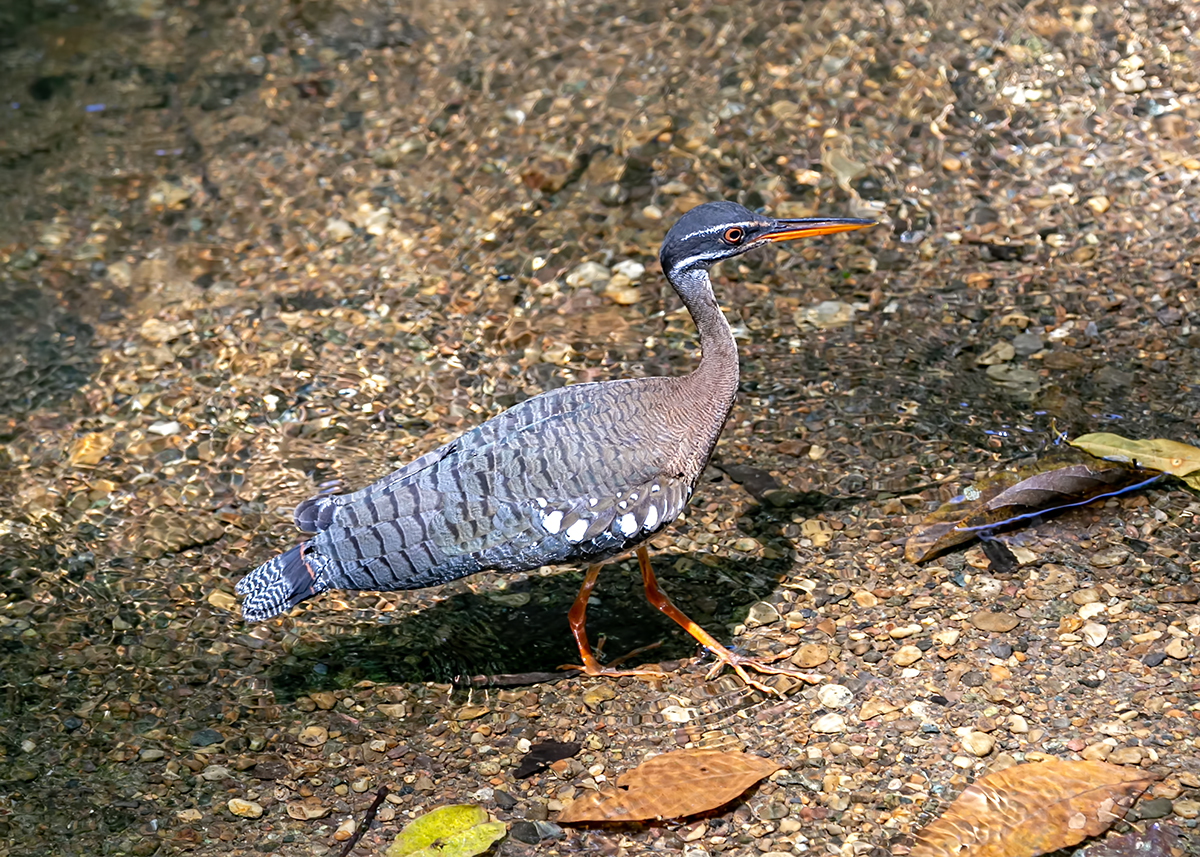
哥倫比亞亞種，注意其身體後半的灰色花紋與指名亞種的不同，攝於哥斯大黎加卡拉拉國家公園

日鳽分佈於熱帶和亞熱帶的新熱帶界地區。主要在海拔500公尺以下的大型或小型森林的河迹湖邊、多石且流速快小溪以及沼澤地的岸邊。最高可分佈至海拔1,850公尺處，而在委內瑞拉更是可至6,600英尺（2,000）的高處。
這種鳥類也是一種不遷徙的留鳥。但視地區仍可能進行有限度的移動，例如委內瑞拉的洛斯亞諾斯地區有較長的旱季，因此會被迫暫時移動到擁有永久水源的森林地區生活，因為其食物來源大多與水有關。:232
在巴西馬托格羅索州波科内跟哥倫比亞和委內瑞拉境內的洛斯亞諾斯是常見的鳥類。在墨西哥、秘魯及哥斯大黎加則相對不常見，在厄瓜多、巴拿馬則更為稀有。

## 習性

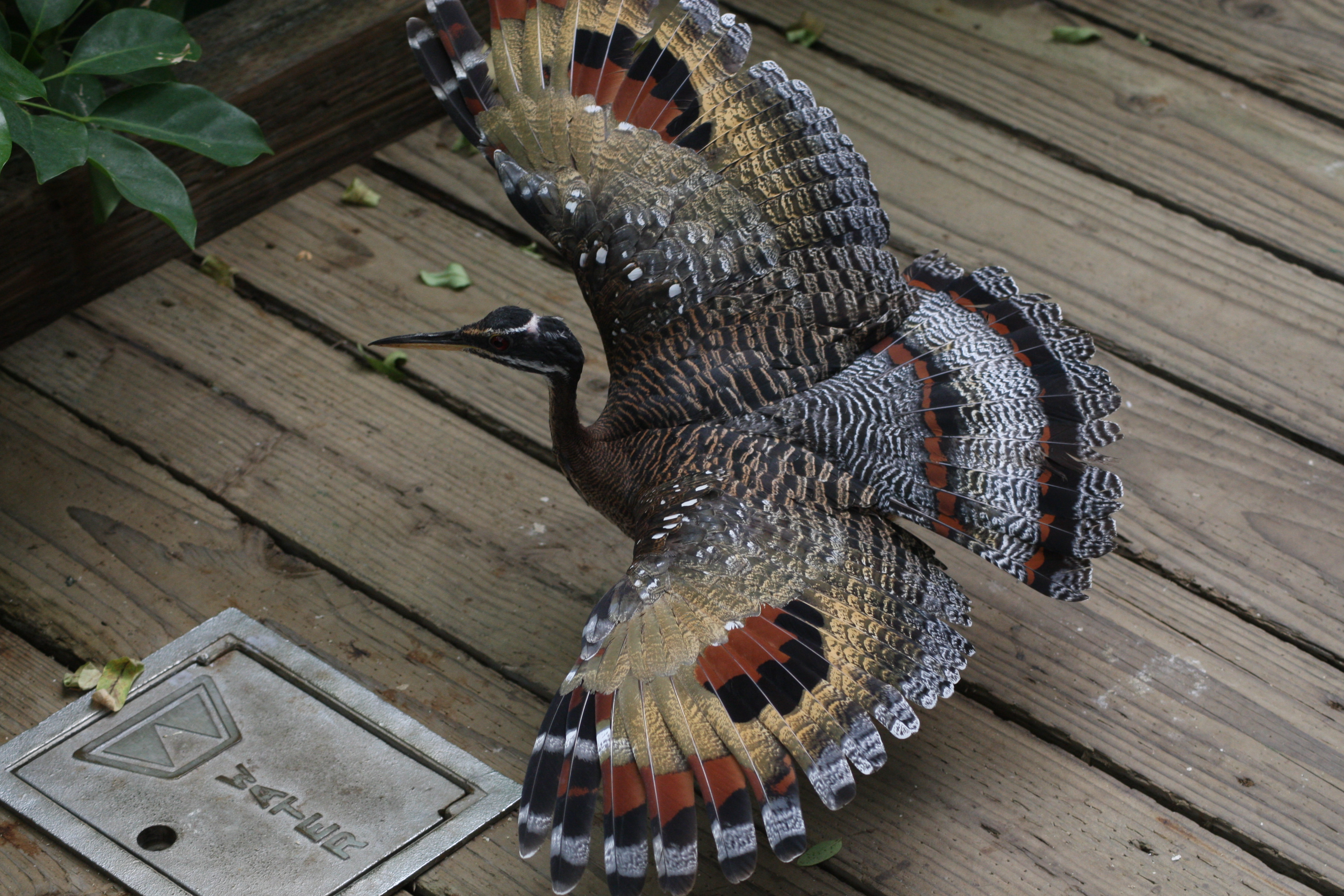
在日鳽感到受威脅時，展開翅膀並將翅膀前傾是其常見的威嚇動作

日鳽的性格較為膽小謹慎，常獨自行動，躲藏在低矮的樹枝上。這種鳥類會不會游泳仍有所爭議，較常觀察到的是涉水而過的行為，是一種半水生的鳥類。當日鳽面臨威脅時，牠們會突然展開和扇動翅膀羽毛，並將翅膀的前部向下傾斜，尾巴直立向上，露出其翅膀上的圖案以撐大身形，威嚇潛在的捕食者；或者飛到樹上躲避。這種展示可能會長達數分鐘，且兩三周大的幼鳥就會開始練習做出這種展示。有時還會彎曲身體前傾並跺腳。
這種鳥類經常進行全身側搖的動作；在靜止時，可能會出現頭部不動而身軀跟尾巴擺動的情形，這種奇特的搖擺行為在其幼鳥時就會開始練習，被認為有點像是西牛背鹭或船嘴鷺的動作。通常會靜止在原地並融入環境中，或者在受到干擾時悄悄溜走。

### 食性
這種鳥類的主要飲食包含昆蟲、小型甲殼動物和小型魚類。如雙翅目、鞘翅目、蜻蛉目昆蟲及腹足綱軟體動物。淡水龍蝦、鰻魚、青蛙、蟾蜍、蝸牛、蝦、蜥蜴、蚯蚓、螃蟹、蟑螂、螽斯、甲蟲、蒼蠅和蜘蛛也是其食物之一。其消化系統可以溶解螃蟹的外殼。
日鳽通常會在岸邊或在淺水中以迅速伸長脖子啄食的方式捕食。而在水太深無法涉水的地方，牠們會選擇在地面上覓食。

### 繁殖

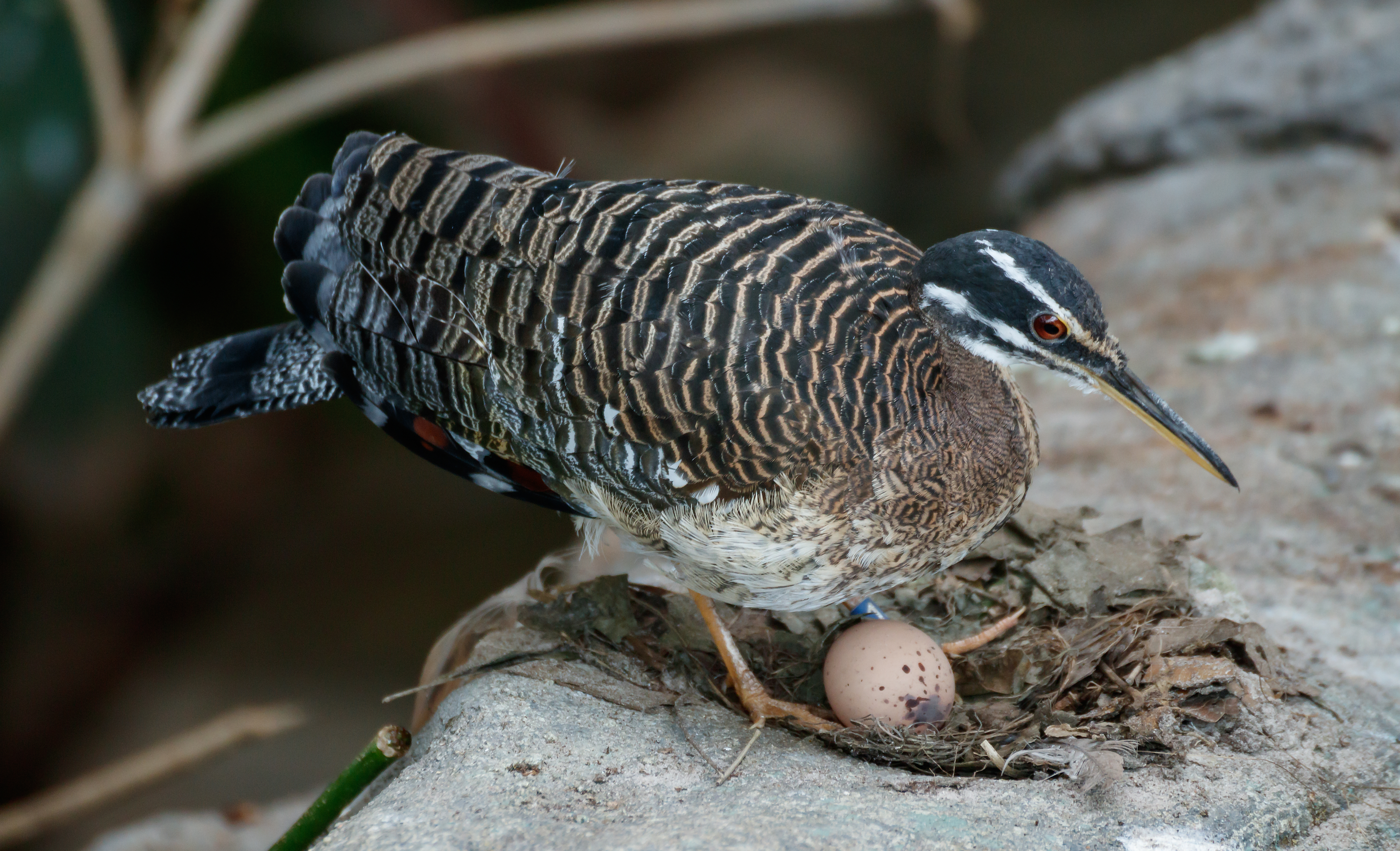
攝於德國卡爾斯魯厄卡爾斯魯厄動物園

日鳽多在雨季初期時繁殖，其中哥斯達黎加在三月初，委內瑞拉則在五月初開始。:233在求偶儀式中，其翅膀特徵佔據了重要的地位，通常會以拍動翅膀及大聲呼叫的方式吸引雌性。在旱季或繁殖季早期時，也會觀察到日鳽飛到約10—15公尺的高處，然後滑翔下降並展示翅膀的太陽圖案，同時嘎嘎大叫。但直接正面展示翅膀圖案的行為幾乎沒有在求偶中被觀察過，而更多是水平的展開翅膀。
巢穴總是位於封閉的樹冠下，並位於靠近溪流岸邊低矮樹木的水平樹枝上或地面上，並不在水面上。:229巢由苔蘚、泥巴和乾枯的葉子建成的球形土堆，洞內可能會堆有樹葉。巢穴平均外徑約為長21.5公分、寬16.5公分，但內部幾乎總是約直徑13公分的圓形；外部深度為5.4—7公分，內部深為3公分。:229確切的下蛋日期可能因季節性降雨而變化，通常產卵兩枚，卵呈黃褐或褐色，且帶有不規則的紅褐色和灰紫色斑點。卵長39.6—43.3公釐、寬32.5—34.4公釐，重20.7—26.0公克。這些蛋由雄雌共同孵化約一個月（27—30天），每兩天換班一次。:231
孵化時，雛鳥通常已經帶有一層絨毛且眼睛睜開，而成鳥會開始將各種食物餵養給幼鳥，類似於其他鴴亞科鳥類。若食物被幼鳥拒絕，成鳥可能會將食物用水清洗後再拿去飼餵幼鳥。父母之間會保持聲音聯繫，並在離巢穴不超過100公尺的範圍內活動。較為特殊的地方是，幼鳥還在巢穴成長時即會換上成鳥的羽毛（約第18天）而並沒有中間過渡的亞成鳥羽毛。:231孵化後約3—4星期齡時離巢。兩個月後亞成鳥幾乎與成鳥無異。在圈養條件下，雄雌皆在兩歲時可繁殖下一代。:231

### 叫聲
主要的叫聲是一種輕柔而尖銳的雙重哨聲「rrrrrrew」或「ioo-rrrrrew」，大約持續一秒鐘並最常在早上時聽見。呼叫聲是一系列像貓頭鷹一樣的漸緩低吼聲。而當受到驚擾時，會發出嘎嘎聲或類似於蛇的嘶嘶音。並也記錄過「tshrrrrra」、「klak」或「croak」的聲音。

## 威脅與天敵
日鳽的天敵主要來自食用鳥蛋的掠食者，如黑帶捲尾猴、狐鼬、大巢鼬、虎貓、領林隼及飾冠鷹鵰。:231並有觀察到騷擾巢穴的鉤嘴鳶及綠鹮被成鳥展示翅膀圖案嚇退的情形。:231
如同多數的熱帶生物一樣，這種鳥類也容易遭受到森林砍伐的影響。當大片樹木被砍伐時，土壤會流入河流中而變得更加混濁，使得日鳽更難找到食物。而休閒的狩獵活動可能也會對其造成影響，在早期的報告中被認為是「好吃的」。日鳽據稱曾經在巴拿馬廣泛分佈，但由於獵捕和隨意殺戮，牠們已在大片區域內消失。:232

## 數量與保護情況
在2019年的統計中被估有約50萬—500萬隻個體。儘管這種鳥類一般並不常見，因為擁有極為廣大的分布範圍，雖然其數量有下降的趨勢但並未符合易危物種的標準，在《國際自然保護聯盟瀕危物種紅色名錄》中被列入無危物種。

## 與人類的關係
對人類有戒心，但並不畏人，且易於馴化，可以在半馴化的環境中生活。並已有許多在動物園內成功的繁殖紀錄。在巴西和委內瑞拉的原住民早已利用其易於飼養的特點，將這些幼鳥自野外環境中帶走並半馴化，為人類驅除屋內的昆蟲而被受喜愛。:232

## 外部連結
- 维基共享资源上的相關多媒體資源：日鳽
- 維基物種上的相關：日鳽
- VIREO上日鳽的圖片
- Xeno-canto上日鳽的叫聲 （页面存档备份，存于）
- 繪有日鳽的郵票收藏網站 （页面存档备份，存于）
- 日鳽特有的擺尾動作影片 （页面存档备份，存于）